# قانون اساسی پروس (۱۸۴۸)
قانون اساسی پروس (آلمانی: Verfassungsurkunde für den preußischen Staat) اولین قانون اساسی پادشاهی پروس بود. در ۵ دسامبر ۱۸۴۸ توسط فردریک ویلیام چهارم در پاسخ به انقلاب‌های ۱۸۴۸ اعلام شد. بدین ترتیب خود را متعهد به اتحاد (یعنی مسئله آلمان)، تشکیل یک دولت لیبرال و تشکیل یک مجلس ملی می‌کند.